# Nikolas Sattlberger
Nikolas Sattlberger (Wenen, 18 januari 2004) is een Oostenrijks voetballer die sinds 2024 uitkomt voor KRC Genk. Hij speelt op de positie van Centrale middenvelder.

## Clubcarrière

### Rapid Wien
Sattlberger maakte in het seizoen 2020/21 z'n officiële debuut voor het beloftenelftal van Rapid Wien, dat toen uitkwam in de 2. Liga. Op 21 juli 2022 maakte hij z'n officiële debuut voor het eerste elftal van de club: in de Conference League-voorrondewedstrijd tegen Lechia Gdańsk (0-0-gelijkspel) mocht hij rond het uur invallen. Drie dagen later kreeg hij op de openingsspeeldag van de Bundesliga een basisplaats tegen SV Ried. Door een kruisbandblessure speelde Sattlberger in het seizoen 2022/23 slechts zes officiële wedstrijden voor het eerste elftal van Rapid Wien. In het seizoen daarop groeide hij uit tot een vaste waarde in het eerste elftal van de club.

### KRC Genk
Sattlberger ondertekende in augustus 2024 een contract tot medio 2029 bij de Belgische eersteklasser KRC Genk. Op 11 augustus 2024 mocht hij officieel debuteren in de thuiswedstrijd tegen Club Brugge. Sattlberger startte direct in de basis en werd na 64 minuten gewisseld voor Kos Karetsas. Genk zou de wedstrijd uiteindelijk winnend afsluiten met 3-2. Twee weken later in de thuiswedstrijd tegen KVC Westerlo scoorde hij zijn eerste doelpunt voor de club. In de 80ste minuut mocht Sattleberger invallen voor aanvoerder Bryan Heynen, nauwelijks een minuut later trapte hij het winnende doelpunt tegen de touwen.
1 Van Crombrugge ·
2 Pierre ·
3 Mujaid ·
6 Smets ·
7 Bonsu Baah ·
8 Heynen  ·
9 Oh ·
11 Oyen ·
14 Sor ·
15 Claes ·
17 Hrošovský ·
18 Kayembe ·
19 Medina ·
20 Karetsas ·
21 Bangoura ·
22 Manguelle ·
23 Steuckers ·
24 Sattlberger ·
27 Nkuba ·
32 Adedeji-Sternberg ·
34 Palacios ·
39 Penders ·
44 Kongolo ·
51 Brughmans ·
77 El Ouahdi ·
99 Tolu ·
Coach: Fink